# Замок Штернберк
Замок Штернберк (чеш. Hrad Šternberk, нем. Burg Sternberg) — замок в городе Штернберк в восточной Чехии в районе Оломоуц Оломоуцкого края.
Первое письменное упоминание датируется 1269 годом, хотя замок был основан в середине XIII века Здеславом II из Штернберка, которому приписывают отражение половецкого нашествия в этот район в 1253 году, за что он был награждён титулом королевского чашника и получил во владение окрестности замка. Очевидно, замок был достроен к 1269 году Альбрехтом I из Штернберка, сыном основателя замка Здеслава II.
В 1430 году замком Штернберк овладели гуситы. Он сильно пострадал в период Тридцатилетней войны. На переломе XVII—XVIII веков замок перешёл во владение Ханса Адама I Лихтенштейна, и в дальнейшем до 1945 года принадлежал княжескому дому Лихтенштейнов.
Нынешний вид замок Штернберк приобрел в 1886, когда архитектор из Вены К. Кейсер осуществил его реконструкцию в неоготическом стиле по заказу князя Иоганна II.
В 1945 замок Штернберк был национализирован, хотя Лихтенштейны до сегодняшнего дня требуют его возврата.
В замке находятся коллекции исторической мебели, картин, скульптуры, гобеленов, старинного оружия.

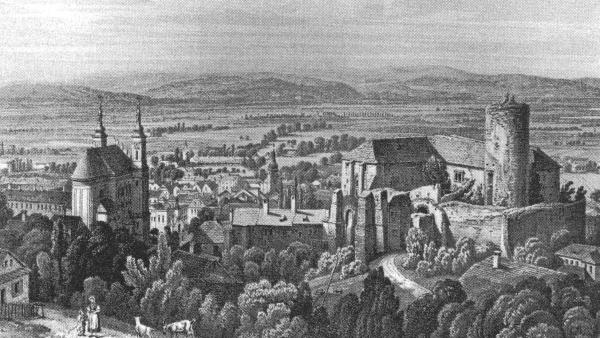
Замок около 1850 г.
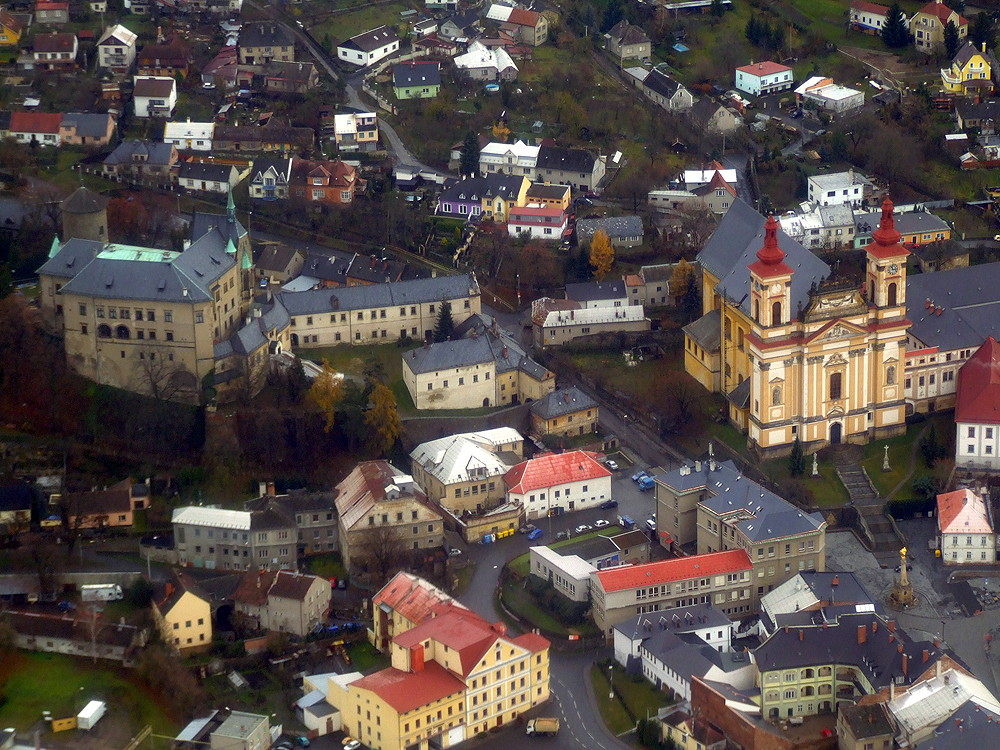
Вид на Штернберк с воздуха
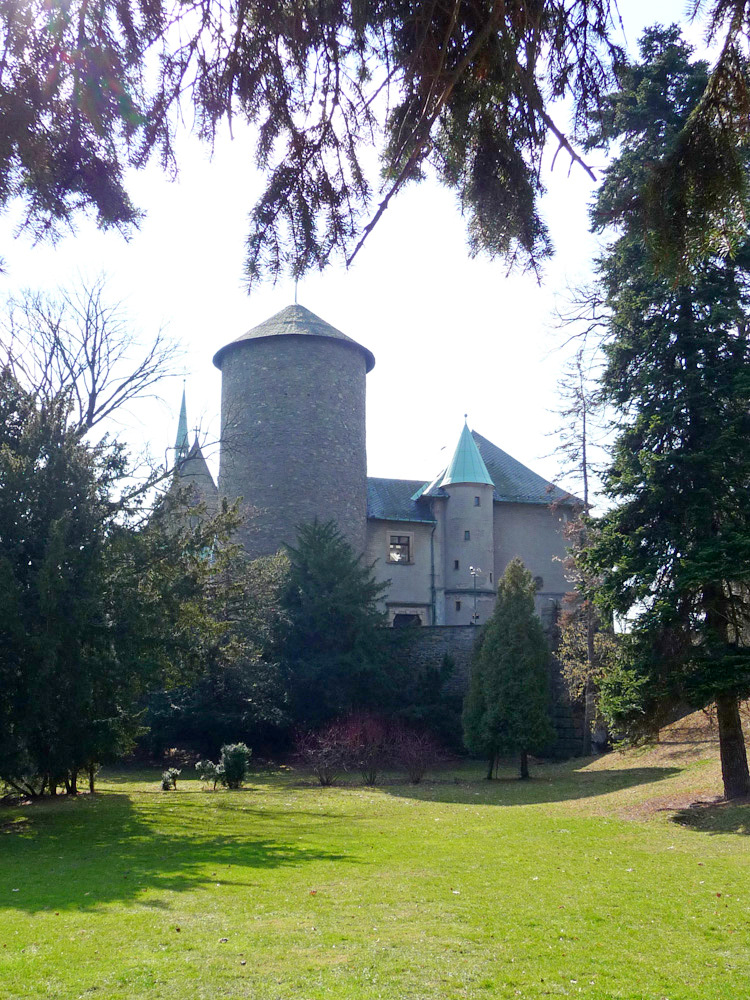
Замок Штернберк